# Gaetano Giua
Gaetano Giua Marassi (Cagliari, 8 luglio 1941) è un politico italiano, sindaco di Cagliari tra il 17 dicembre 1992 e il 23 dicembre 1993.

## Biografia
Di professione farmacista, divenne assessore per la prima volta nel 1970, all'interno della giunta Lai (DC-PSI-PSDI), con l'incarico ai Servizi Sociali; l'incarico venne confermato l'anno successivo nella nuova giunta Fanti (DC-PSI-PSd'Az). Nel 1972, con la giunta Murtas (DC-PSDI-PRI) divenne assessore ai Servizi Sociali e ai problemi dei minori, incarico confermato sia nei successivi rimpasti di giunta, sia nell'agosto del 1975 con la prima giunta guidata dal socialista Ferrara (PSI-DC-PSDI-PRI). Nell'ottobre dello stesso anno, con la seconda giunta Ferrara (PSI-DC-PSDI), passò all'assessorato all'Igiene e alla Sanità, che mantenne nel rimpasto del gennaio successivo. Nel febbraio 1976, con la quarta giunta Ferrara, si aggiunse l'incarico all'Ecologia, perso col rimpasto del marzo 1977 (mentre mantenne l'incarico a Igiene e Sanità), e ripreso nell'aprile 1978 con la sesta giunta Ferrara (PSI-DC-PSDI-PRI). Dopo la caduta della giunta Ferrara nell'aprile 1979, Giua mantenne l'assessorato anche nella nuova giunta De Sotgiu (DC-PRI-PSDI), venendo confermato col rimpasto dell'ottobre seguente.
Nel 1980 invece la nuova giunta Scarpa vide l'uscita di Giua dalla giunta comunale, che rientrerà al comune solo nel giugno 1992 come assessore al Bilancio, alle Finanze e all'Economato della seconda giunta guidata dal socialista Roberto Dal Cortivo (Pentapartito), assessorato mantenuto anche nella seconda giunta Dal Cortivo dell'ottobre dello stesso anno.
Il 17 dicembre 1992 Giua fu eletto sindaco a capo di una giunta pentapartito, rimanendo in carica per un anno fino al 23 dicembre 1993. L'attività istituzionale non fu degna di nota se non per la demolizione delle case di via San Giorgio e via Fara a Stampace Alto, nella completa assenza di un piano di utilizzo dell'area.